# La Constancia (Argentina)
La Constancia es una localidad del partido de Ayacucho, provincia de Buenos Aires, Argentina.

Se encuentra a 29 km de la ciudad de Ayacucho por camino de tierra.

## Población
Cuenta con 49 habitantes (Indec, 2010), lo que representa un decremento del 11% frente a los 55 habitantes (Indec, 2001) del censo anterior.
| Gráfica de evolución demográfica de La Constancia entre 1991 y 2010 |
|                                                                     |
| Fuente: Censos nacionales del INDEC                                 |